# 419
419是418與420之間的自然數。

## 在數學中
- 第81個質數。前一個為409、下一個為421。
  - 第22對孿生質數，為（419、 421）。
  - 陳質數
  - 強質數
  - 愛森斯坦質數
  - 索菲熱爾曼質數
  - 高斯質數之一。
- 十进制的等數位數。

## 在人類文化中
- 一夜情：英文for one night的数字谐音419
- StG44突擊步槍的槍管長度為419毫米
- 419系電車有麵包電車之稱
- 在《CSI犯罪現場》中常用到的拉斯維加斯都會警察局400事件代碼419（英语：Police code）代表「有屍體」
- 遼陽市的中国大陆地区电话区号為0419

## 在天文中
- NGC 419 是杜鵑座的一個星系
- QSO B1419+419 是一個位在牧夫座的類星體

## 在其他領域中
- 西元419年和前419年
- 大上托是香港九龍東部的一個山峰，原本的海拔約有419公尺，現時則約為380公尺
- 東加的海岸線總長為419公里
- 1971年5月10日蘇聯發射了一枚火星探測器，後來被稱為宇宙419號
- For One Night：陪我一夜